# فرودگاه الونگ
فرودگاه الونگ (به انگلیسی: Along Airport) یک فرودگاه همگانی با کد یاتا IXV است که یک باند فرود آسفالت دارد. این فرودگاه در کشور هند قرار دارد و در ارتفاع ۲۷۴ متری از سطح دریا واقع شده است.